# Марыйская область
Мары́йская область — административная единица на территории Туркменской ССР, существовавшая в 1939—1963 и 1970—1992 годах. В 1992 году на территории области образован Марыйский велаят.
Площадь — 86,8 тыс. км². Население — 771 тыс. чел. (1987 год), в том числе городское — 31%. Административно состояла из 10 районов, включала 4 города, 16 пгт (1987).
Административный центр — город Мары.
Расположена на юго-востоке Туранской низменности, в пределах пустыни Каракумы.

## Административное деление
Область создана Указом Президиума Верховного Совета СССР от 21 ноября 1939 года.
В 1939 году Марыйская область делилась на 9 районов: Байрам-Алийский, Векиль-Базарский, Иолотанский, Куйбышевский, Марыйский, Сакар-Чагинский, Сталинский, Тахта-Базарский и Туркмен-Калинский.
В 1955 упразднён Куйбышевский район, а через 2 года — Векиль-Базарский. В 1959 из упразднённой Ашхабадской области в Марыйскую переданы Кировский, Серахский и Тедженский районы. В 1961 Сталинский район переименован в Мургабский. 
10 января 1963 года область упразднена. При этом упразднены Кировский, Сакар-Чагинский, Серахский и Туркмен-Калинский районы. Остальные районы перешли в республиканское подчинение.
14 декабря 1970 года, когда область была восстановлена, она делилась на Байрам-Алийский, Иолотанский, Каахкинский, Марыйский, Мургабский, Сакар-Чагинский, Серахский, Тахта-Базарский, Тедженский и Туркмен-Калинский районы. В 1973 Каахкинский, Серахский и Тедженский районы были переданы в Ашхабадскую область. В 1975 образован Векиль-Базарский район, в 1977 — Кушкинский, в 1978 — Каракумский. В 1988 образован Парахатский район, а Байрам-Алийский и Кушкинский районы упразднены.

## Природа
Климат — резко континентальный. Главная река — Мургаб. Сеть водохранилищ. На территории области — Бадхызский заповедник.

## Население
В 1939 году в области проживало 290,3 тыс. чел. В том числе туркмены — 69,1%; русские — 17,1%; казахи — 2,7%; белуджи — 1,7%; украинцы — 1,6%; татары — 1,6%; армяне — 1,4%. К 1987 году население выросло до 771 тыс. чел.

## Экономика
- Велась добыча природного газа (месторождения: Шатлыкское, Советабадское, Довлетабадское и другие), построены газопроводы: Майское — Ашхабад — Безмеин, Шатлык — Хива и другие.
- Марыйская ГРЭС.
- Производство азотных удобрений, машиностроение и металлообработка. Развита лёгкая (хлопкоочистительная, хлопчатобумажная, швейная, кожевенная промышленности, первичная обработка шерсти, ковроткачество), пищевая (в том числе мясо-молочная, маслобойно-жировая) и другие отрасли промышленности.
- Главные промышленные центры: Мары, Байрам-Али, Иолотань.
- Поливное земледелие (Каракумский канал). Крупный хлопководческий район. Выращивают также пшеницу, ячмень, кукурузу, а также овоще-бахчевые и кормовые культуры. Плодоводство. Виноградарство. В животноводстве преобладает каракулеводство. Шелководство.
- Курорт — Байрам-Али